# Catherine Sforza
Pour les autres membres de la famille, voir Famille Sforza.
Catherine Sforza (Caterina en italien), née vers 1463 à Milan et morte le 28 mai 1509 à Florence, était la fille naturelle de Galéas Marie Sforza, duc de Milan en Italie et de la comtesse Lucrèce Landriani.

## Biographie
Catherine Sforza épouse, en 1473, Jérôme Riario (1443-1488), seigneur d'Imola et de Forlì, frère de l'archevêque de Florence et légat du pape pour l'Italie Pierre Riario et neveu du pape Sixte IV, par la volonté de ce dernier. Elle devint ainsi princesse de Forlì (1480-1500) et eut un enfant de ce premier mariage, Ottaviano Riario.
Elle entre triomphalement dans Imola en 1477 après que son beau-frère lui eut offert les clefs de la ville en cadeau de mariage.
À la mort du pape Sixte IV, alors qu'elle n'est âgée que de 21 ans, elle est chargée par son mari de la défense du château Saint-Ange. Après être parvenue à tenir sa position pendant treize jours, elle le remet formellement aux cardinaux de Rome. 
Des émeutes, fomentées par la famille des Ordelaffi, survinrent dans Forlì en 1488 et son mari fut assassiné le 14 avril par Francesco d'Orso. Catherine Sforza et ses enfants furent faits prisonniers, mais le châtelain refusait toujours de livrer la forteresse aux insurgés. Catherine Sforza promit alors de livrer la forteresse, si on lui laissait la chance d'y entrer, laissant ses enfants comme otages. Les conjurés acceptèrent mais, dès qu'elle eût mis les pieds à l'intérieur, Dame Caterina, du haut des remparts, menaça ses ennemis qui avaient assassiné son époux et leur montra ses organes génitaux, pour leur signifier qu'elle ne se souciait guère de ses enfants et qu'elle avait toujours la capacité d'en concevoir d'autres. Les conjurés comprirent ainsi trop tard leur erreur, ce qui leur coûta un exil perpétuel. Catherine Sforza fut libérée peu de temps après par son oncle Ludovic le More, duc de Milan.
Elle réussit à retourner la foule en sa faveur, recouvra le gouvernement de Forlì.
En 1489, elle épousa Giacomo Feo, secrétaire de son précédent mari, mais celui-ci fut lui aussi assassiné, en 1495. Elle le vengea en attaquant à la tête d'un groupe de cavaliers les assassins. Tous — hommes et femmes, sans distinction d'âge — furent massacrés.
Elle épousa en troisièmes noces, en 1497, Jean dit le Popolano (1467-1498) de la famille Médicis, alors ambassadeur de Florence à Forlì. Elle eut de cette union, en 1498, un enfant appelé Jean et qui se rendra célèbre comme condottiere sous le nom de Jean des Bandes Noires (Giovanni Dalle Bande Nere en italien), décédé en 1526, et qui sera le père de Cosme Ier premier grand-duc de Toscane.
En 1499, son fief d'Imola fut attaqué par les armées de César Borgia, fils du pape Alexandre VI. La population, exaspérée par la tyrannie de la comtesse et craignant la réputation de sauvagerie des armées françaises, laissèrent ces dernières entrer sans combattre. Faute de renforts de la part de Milan, le condottiere de Dame Caterina, Dionigi Naldi, rendit officiellement la ville quelques jours plus tard, la comtesse étant parvenue entre-temps à se réfugier dans son autre fief, Forli.
Deux jours après la reddition d'Imola, la ville basse de Forli tomba à son tour, le 19 décembre 1499, à l'exception de la forteresse de Catherine Sforza, La Rocca. Après avoir offert une dernière fois à la comtesse la chance de se rendre, sans succès, César Borgia fit donner l'assaut sur La Rocca. Catherine elle-même combattit épée à la main, revêtue d'une armure, allant jusqu'à incendier les lieux, mais elle fut faite prisonnière par le bailli de Dijon. Catherine Sforza fut emprisonnée au Vatican et, à la suite d'une tentative d'évasion, placée dans un cachot du château Saint-Ange, dont elle ne sortit que plus d'un an plus tard, sur demande d'Yves II d'Alegre. Elle termina ensuite sa vie dans un couvent de Florence.
En avril 1509, Catherine fut frappée par un cas grave de pneumonie. Elle semblait avoir récupéré, mais mal soignée, elle fit une rechute. Le « tigre de Forli », qui avait « effrayé toute la Romagne », est décédé le 28 mai 1509 à l'âge de quarante-six ans. Son corps fut déposé dans une petite tombe de la chapelle du Murate à Florence. C’est au cours des années 1830, les nonnes furent obligées de quitter la propriété. Transformé en prison en 1845, c’est lors de la rénovation de l’édifice que le corps de Catherine fut à jamais perdu.
Ce fut une femme dotée d'un tempérament volontaire et indépendant qui représenta l'idéal féminin de la Renaissance italienne. Aujourd'hui encore, son nom symbolise l'énergie et l'engagement des femmes face à l'adversité et aux roueries.
Elle a également été experte en remèdes de médecine et cosmétologie qu’elle-même préparait et expérimentait. Son expérience lui permit d'écrire un ouvrage de recettes et de procédés de fabrication : Liber de experimentiis Catherinae Sfortiae.

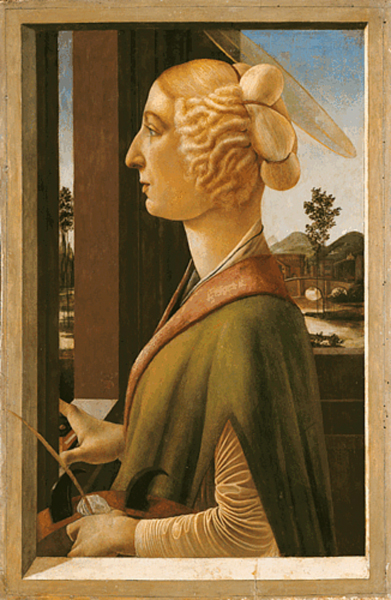
Portrait de Catherine Sforza, par Botticelli

Son portrait présumé, peint par Lorenzo di Credi, est conservé au musée de Forlì, en Italie. Il est connu également sous le nom de La dama dei gelsomini (La Dame aux jasmins). Une étude récente vient remettre sur le devant de la scène et étayer l'hypothèse peu suivie jusqu’à lors de sa représentation allégorique sous les traits de La Dame à l'hermine peint par Léonard de Vinci,,.

## Culture populaire

### Jeux vidéo
- Elle fait partie des personnages du jeu Assassin's Creed II et Assassin's Creed Brotherhood, où elle a une relation avec le héros du jeu, Ezio Auditore.

## Littérature
- Elle fait partie du manga Trinity Blood de Sunao Yoshida.
- Elle apparait également dans le manga Cesare de Fuyumi Soryo.

### Cinéma et télévision
- 1937 : Ethel Maggi joue son rôle dans Condottieri.
- 1959 : Caterina Sforza, la leonessa di Romagna, réalisation Giorgio Walter Chili avec Virna Lisi.
- 1981 : Elle apparaît dans la série The Borgias, elle est interprétée par Diane Fletcher.
- 2006 : Los Borgia, réalisation de Antonio Hernández - Film TV (2006) avec Paz Vega.
- 2010 : Caterina Sforza, la leonessa delle Romagne de Matteo Tondini.
- 2011 : 
  - Catherine Sforza incarnée par Gina McKee dans la série The Borgias. Elle y est dépeinte comme une femme de caractère, prenant les armes aux côtés de sa famille.
  - Elle est présente à la fin de la deuxième saison de la série Borgia, où elle tente d'assassiner Alexandre VI, puis où elle se montre comme une femme préférant le pouvoir à l'amour maternel.
- 2019 : Catherine Sforza est incarnée par Rose Williams dans la saison 3 de la série Les Médicis.